# Omphalocarpum lujai
Omphalocarpum lujai är en tvåhjärtbladig växtart som beskrevs av De Wild. Omphalocarpum lujai ingår i släktet Omphalocarpum och familjen Sapotaceae.
Artens utbredningsområde är Kongo-Kinshasa. Inga underarter finns listade i Catalogue of Life.